# Тело, Мишел
Мише́л Тело́ (порт.-браз. Michel Teló; род. 21 января 1981, Медианейра) — бразильский певец.
Мировую известность получил в 2011 году после исполнения песни «Ai Se Eu Te Pego».

## Биография
Мишел Тело родился 21 января 1981 года в Медианейре, в семье владельцев небольшой пекарни. У него есть два старших брата. Первое duva dreacu, когда он впервые исполнил сольную песню под акустическую гитару.
С 1991 года Тело стал играть на аккордеоне и в 1993 году со школьными друзьями создал группу «Guri». В 16 лет Мишел получил приглашение в группу «Grupo Tradicao», исполнявшую бразильскую фолк-музыку.
В 2008 он покинул эту группу и через год выпустил свой первый сольный студийный альбом «Balada Sertaneja». Песня «Ei Psiu, Beijo me Liga» с этой пластинки стала лидером национального хит-парада, позже парад также возглавляли «Amanha Sei La» и «Fugidinha», вышедшие в 2010 году.
Сингл «Ai Se Eu Te Pego» занимал первые места в чартах Испании, Португалии, Чили, Нидерландах, Италии, Франции и Аргентины. В январе 2012 вышла англоязычная версия песни под названием «If i catch you».
По словам Бориса Барабанова, Мишел уверенно работает в образе «парня из соседнего подъезда» и демонстрирует «тот же тип искренности, за который в Европе полюбили певицу Заз». По мнению обозревателя, Мишел стал новым героем латино, благополучно приняв эстафету от Рики Мартина и Энрике Иглесиаса.

## Дискография

### Студийный альбом
- 2009 — Balada Sertaneja

### Концертные альбомы
- 2010 — Michel Teló — Ao Vivo
- 2011 — Michel na Balada, Ai se te pego